# Lev Karaján
Lev Mijáilovich Karaján ('en armenio: Կարախանյան Լեւոն Միքայելի, Levon Karajanián, Tiflis, Imperio ruso, 20 de enerojul./ 1 de febrero de 1889greg.-20 de septiembre de 1937) fue un revolucionario y diplomático soviético, vicomisario del pueblo de Asuntos Exteriores de 1925 a 1934 y embajador en varios países. Falleció en la Gran Purga en 1937.

## Comienzos
Hijo de un abogado armenio bondadoso pero de poco éxito, Karaján —nacido en Tiflis el 20 de enerojul./ 1 de febrero de 1889greg.— comenzó sus actividades revolucionarias en 1904, cuando aún asistía a la escuela. En 1905, tras la derrota rusa frente a los japoneses, la familia se trasladó a Harbin, principal ciudad en la línea del ferrocarril transmanchuriano. Tres años después, se trasladó de nuevo, esta vez a San Petersburgo, aunque siguió visitando el Oriente, sobre todo Vladivostok, en misiones subversivas.
En 1910, tras no conseguir ingresar en la facultad de leyes, comenzó a trabajar de periodista mientras continuaba con su labor revolucionaria, que en 1915 le llevó a ser detenido y deportado a Siberia. Pasó su exilio interior en Tomsk y tras la caída de la monarquía en la Revolución de Febrero, participó activamente en la organización de sóviets en Irkutsk.
Partidario de una línea intermedia entre mencheviques y bolcheviques —pertenecía al Comité Interdistrito—, se le nombró —dos semanas después de la Revolución de octubre y para gran sorpresa suya— ayudante del nuevo comisario (ministro) para Asuntos Exteriores, León Trotski. Antes había colaborado con este en el Comité Militar Revolucionario de Petrogrado. Se había unido a los bolcheviques justo antes del golpe de Estado de noviembre, que ayudó a organizar como miembro del Comité Militar Revolucionario.

## Cargos ministeriales y diplomáticos
Poco después participó como secretario de la delegación bolchevique en las negociaciones de Brest-Litovsk, junto a León Trotski (ministro de Asuntos Exteriores) y Adolf Iofe, a pesar de no hablar alemán. Fue el único de la delegación original en acabar firmando el tratado.
Entre marzo de 1918 y 1920 y, de nuevo, entre 1927 y 1934 fue vicecomisario de Asuntos Exteriores. Participó en las negociaciones entre el Gobierno moscovita e Irán, Afganistán, Jiva y Bujará. Tomó parte asimismo en la fundación de la Comintern e ingresó en su comité ejecutivo en 1919.
Entre 1921 y 1923 fue embajador en Polonia. Trató en vano de mejorar las relaciones con Francia, que no fructificaron por la exigencia de París de que Moscú reconociese las deudas contraídas por el anterior Gobierno zarista y por la ausencia de propiedad privada en el territorio soviético. El 25 de mayo de 1919, ya bajo el nuevo ministro Gueorgui Chicherin, tomó la responsabilidad de los asuntos relativos al Extremo Oriente. Karaján estableció las primeras relaciones con la república china de Sun Yat-sen y firmó el tratado que, en 1924, concedió cierta participación a los chinos en la gestión del ferrocarril transmanchuriano. Este tratado convirtió también a Mongolia en protectorado soviético. Para entonces Karaján había pasado a desempeñar el puesto de polpred (embajador) en China (desde 1923), cargo que ocuparía hasta 1927. Llegó a Pekín, capital del país, en septiembre de 1923, con plenos poderes para establecer relaciones diplomáticas entre los dos países, entorpecidas por la disputa entre ambos por el control de Mongolia.
Defendió, al igual que Stalin, la cooperación entre los comunistas chinos y los nacionalistas del Kuomintang. En 1927 regresó a Moscú y retomó el cargo de vicecomisario de Asuntos Exteriores.

## Encargado del Lejano Oriente y la crisis con Japón

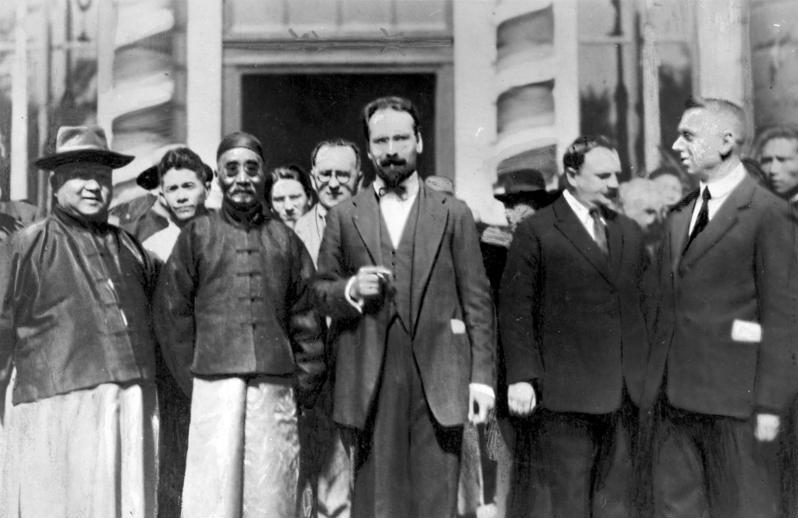
Karaján, en el centro, en Pekín en 1925.

A comienzos de los años treinta, mientras el futuro comisario de Asuntos Exteriores Maksim Litvínov era el encargado del ministerio para asuntos europeos, Karaján lo era para el Extremo Oriente. Partidario cada uno de mantener una postura de resistencia en su zona de influencia y de apaciguamiento en la del otro, Karaján defendió, a comienzos de la década sin éxito, una política de oposición a las exigencias japonesas. La debilidad económica y militar en la frontera con China llevó a regañadientes a Stalin a ofrecer un pacto de no agresión a Japón a finales de 1931, que lo rechazó casi un año después. A finales del mismo año la preocupación soviética por esta zona creció con la ocupación japonesa de Manchuria.
Los soviéticos, con el apoyo firme de Karaján, comenzaron un refuerzo económico y militar de la zona fronteriza que les permitió, a partir de 1933, desarrollar una política mucho más firme frente a los japoneses. Karaján dejó clara en todo momento su postura a favor de China y contraria a la expansión japonesa. Entre 1931 y 1933, sin embargo, se vieron obligados a ceder ante la presión japonesa y vender a este país el ferrocarril transmanchuriano, necesidad que Karaján hubo de transmitir a los embajadores de la zona, a pesar de ser opuesto a toda concesión, que temía Japón interpretase como gestos de debilidad.

## Último cargo y muerte
Relevado del vicecomisariado en 1934 —había perdido el control efectivo de los asuntos asiáticos en mayo del año anterior—, se le nombró embajador en Turquía el mismo año.
Fue arrestado y ejecutado en 1937 durante las purgas estalinistas, acusado de ser un fascista partidario de Trotski. Su esposa, Marina Semiónova lo sobrevivió y falleció en 2010.
Su superior Chicherin lo admiraba por su agilidad mental, buen juicio y habilidad política, el embajador británico lo calificó de «extremadamente afable» y alguno de sus colegas lo definió como optimista nato, trabajador concienzudo y de trato sencillo, aunque mantuvo una relación tensa con su colega el vicecomisario y posterior comisario de Asuntos Exteriores Maksim Litvínov.